# 第一分道車站
第一分道車站位於台灣嘉義縣阿里山鄉，為農業部林業及自然保育署阿里山林業鐵路阿里山線之鐵路車站。

## 車站構造
石造站房。

## 利用狀況
- 受八八風災影響，曾於2008年8月至2017年7月期間停駛。
- 2017年7月奮起湖站至十字路站及神木站至第一分道站路段復駛，本站復站。

## 歷史
- 1912年10月1日：設站。
- 戰後改為今名，時間不詳。